# Alvor
Alvor è una freguesia (frazione) portoghese di 6 154 abitanti situata nel comune di Portimão, nel distretto di Faro, nella regione dell'Algarve.
Terra di tradizioni marittime e porto di pescherecci. 
La cittadina sorge a pochi chilometri a ovest del comune di Portimão, che comprende le freguesias di Portimão, Alvor e Mexilhoeira Grande.
Alvor confina con le seguenti freguesias: Mexilhoeira Grande (N), Portimão (E) e Odiáxere (O).

## Storia
La zona dove sorge Alvor era abitata dai Cineti. Alvor fu fondata nel 436 a.C. dai cartaginesi come porto commerciale e prese il nome di Portus Hannibalis. L'insediamento si sviluppò intorno al mare, vicino al luogo chiamato Vila Velha, dove un forte celtico dominava la foce del fiume durante l'età del ferro. È probabile che si tratti della colonia romana di Ipses, autorizzata a battere moneta, che fu assorbita durante l'epoca romana. L'insediamento fu conquistato dagli Arabi nel 716, l'insediamento cominciò a essere chiamato Albur e guadagnò un imponente castello, di cui rimangono solo le vestigia.
Questo bastione fu conquistato il 3 giugno 1189 dalle forze del re Sancho I del Portogallo, con l'aiuto delle forze crociate, nel cosiddetto Massacro di Alvor. Fu ripreso due anni dopo e definitivamente riconquistato nel 1250. Ricostruito dal re Dionigi nel 1300, servì per 500 anni come difesa costiera contro gli attacchi di pirati e corsari, fino a quando fu distrutto nel 1755 dal maremoto e dal terremoto che devastarono Lisbona.
Con decreto reale di Alfonso V, datato 22 maggio 1469, fu elevato al rango di conte, con il titolo di signoria conferito ad Alfonso, conte di Faro. Ma questo titolo non si estese oltre questo periodo, poiché il conte di Faro fu coinvolto in una cospirazione contro Giovanni II del Portogallo, e tornò alla Corona.
Durante il regno di Giovanni II, Alvor continuò a ricevere il patrocinio; il re morì il 25 ottobre 1495 nel palazzo di Álvaro de Ataíde dopo aver preso un raffreddore a Monchique (la residenza, situata in Rua do Poço, si trovava vicino alle presunte sorgenti idrotermali di Caldas de Monchique).
Il principe reggente ordinò, a nome di Manuele del Portogallo, l'elevazione di Alvor a vila (città) il 28 febbraio 1495, confermata da un diploma secondario il 28 dicembre 1498.
Negli ultimi decenni del XV secolo Alvor fu un centro della comunità ebraica in Portogallo.
Dopo la Rivoluzione dei Garofani del 1974 a Lisbona, il 15 gennaio 1975 fu firmato ad Alvor l'Accordo di Alvor, che concesse l'indipendenza dell'Angola dal Portogallo l'11 novembre, ponendo formalmente fine alla guerra d'indipendenza angolana, durata 13 anni. Il 14 aprile 1988 il villaggio ha ottenuto nuovamente il titolo di vila (città), in base al decreto 42/88, per le sue caratteristiche economiche, culturali e culturali.

## Geografia
La parrocchia di Alvor si trova lungo la costa meridionale di Portimão, circondata dai comuni vicini di Mexilhoeira Grande e Portimão e dal comune di Lagos (parrocchia di Odiáxere).
La Ria de Alvor (estuario di Alvor) si trova tra le città di Lagos e Portimão. Con una superficie di 1.700 ettari, comprende un mix eterogeneo di habitat di boscaglia, foresta e terreni agricoli, tra cui l'estuario, le dune, le paludi e le saline, nonché la Quinta da Rocha e la penisola di Abicada. La Ria de Alvor è stata inclusa nella rete di siti Natura 2000, per la presenza di specie e habitat considerati degni di protezione a livello europeo.
La rete Natura 2000 riconosce la necessità di proteggere i seguenti elementi:
- Habitat prioritari: Lagune costiere, dune costiere fisse con vegetazione erbacea (dune grigie)
- Specie prioritarie: Timo canforato
- Altre caratteristiche di importanza comunitaria: 13 habitat, tra cui l'estuario, i prati di spartina, i prati salati e le dune embrionali.[2]

## Spiaggia
Circondata da alberghi e insediamenti turistici, la sua ampia spiaggia ha abbastanza spazio per accogliere le migliaia di bagnanti che la cercano in estate. Sul retro della spiaggia si trova la Ria de Alvor, un'importante zona umida dove nidificano o proteggono e nutrono molti specie di uccelli.